# Malou Petter
Malou Petter (Woubrugge,  2 juli 1990) is een Nederlandse tv-journaliste.

## Loopbaan
Petter studeerde journalistiek aan de Hogeschool Utrecht in Utrecht. Haar stage volgde ze bij de radio van RTV Utrecht. Ze werkte van 2011 tot eind 2016 als bureauredacteur bij het NOS Jeugdjournaal. Vanaf 2016 was ze daar ook als verslaggever en presentator te zien. 
In september 2019 stapte ze voor zes maanden over naar het NOS Journaal. Die detachering werd daarna omgezet in een vaste aanstelling. Van 24 juli 2020 tot en met 15 november 2024 was ze nieuwslezeres tijdens de journaaluitzendingen overdag. In de nacht van 3 op 4 november 2020 presenteerde zij met Rob Trip het programma Amerika Kiest rond de Amerikaanse presidentsverkiezingen. Daarna was ze ook te zien in de uitzendingen van Nederland Kiest tijdens de Tweede Kamerverkiezingen in 2021, de gemeenteraadsverkiezingen in 2022 en de provinciale Statenverkiezingen in 2023.
In oktober 2024 werd bekend dat ze afscheid zou nemen bij de NOS en een meerjarig contract tekende bij Talpa Network, waar ze het programma Nieuws van de Dag ging presenteren op SBS6. Hier maakte ze in januari 2025 haar intrede. Met het presenteren van  Nieuws van de Dag stopte ze in augustus 2025, vanwege onvrede over de inhoudelijke koers van het programma. Naast haar werkzaamheden voor het SBS6-programma was ze ook als nieuwslezer op invalbasis te horen bij Radio 538. Aan haar werkzaamheden voor Talpa kwamen een einde door ontbinding van haar contract.

## Privé
Petter was van 2019 tot en met 2024 getrouwd. Sinds 2024 heeft ze een relatie met verslaggever Sil van der Wees.Ze is geen familie van oud-nieuwslezers Debby Petter.